# 1324년

## 연호
- 원(元) 태정(泰定) 원년
- 일본(日本) 겐코(元亨) 4년 / 쇼추(正中) 원년
- 쩐 왕조(陳朝) 카이타이(開泰) 원년

## 기년
- 원(元) 태정제(泰定帝) 원년
- 고려(高麗) 충숙왕(忠肅王) 11년
- 쩐 왕조(陳朝) 명종(明宗) 11년

## 탄생
- 바얀 후투그 - 토곤 테무르의 두번째 정궁황후

## 사망
- 1월 8일 - 이탈리아의 탐험가이자, 《동방견문록》을 지은 작가 마르코 폴로